# Baderich
Baderich či Balderich (480/490 - 521) byl durynský král, syn krále Bisina.
Měl tři sourozence Herminafrieda, Bertachara a sestru Radegundu, která byla provdána za langobardského krále Wachona. Po smrti svého otce na počátku 6. století si bratři durynské království rozdělili. Ze záznamů Řehoře z Tours je patrné, že Herminafried zřejmě usiloval o moc nad celou říší.
Řehoř z Tours píše, že poté co Herminafried zavraždil Bertachara, začala ho jeho manželka Amalaberga podněcovat k nepřátelství i k jeho bratru Baderichovi, čímž usilovala o moc nad celým durynským královstvím. Herminafried na její naléhání uzavřel smlouvu s králem Theuderichem I. k výpravě proti Baderichovi. Za jeho odstranění mu Herminafried nabídl polovinu Baderichova území. Baderich byl v bitvě poražen, ale po skončení tažení Herminafried odmítl plnit závazky vůči Theuderichovi, což vedlo k nepřátelství mezi oběma králi, které v roce 531 vyústilo k dalšímu franskému tažení proti samotnému Herminafriedovi, kdy Theuderich I. spolu se synem Theudebertem I. a bratrem Chlotharem I. v bitvě u řeky Unstruta Durynky porazili a obsadili královské sídlo u Scithingi. Hermanfridovi se podařilo uprchnout, ale Chlothar zajal jeho synovce a také nedospělou neteř Radegundu, kterou vzal s sebou do merovejské Galie. Řehoř z Tours celou událost zaznamenal z franského pohledu, proti durynským nepřátelům a tak není známo, do jaké míry je tato událost pravdivě zaznamenaná.
V novějších výzkumech se předpokládá, že Baderich zemřel ještě před franskými vpády do Durynska. První franské vpády proběhly v roce 529 a říše byla dobyta v roce 531 až 534. V pramenech nejsou žádné spolehlivé údaje. Jisté je, že Baderich zemřel po Bertacharovi, ale před Herminafriedem. Baderich měl pravděpodobně dvě dcery, Ingundu a Aregundu, které se staly manželkami Chlothara I.